# Museu de Belles Arts de Leipzig
El Museu de Belles Arts de Leipzig (alemany: Museum der bildenden Künste) és un museu ubicat a Leipzig, Saxònia, Alemanya. Disposa de 7.000 metres quadrats d'àrea d'exposició on es mostren 3.500 pintures, 1,000 escultures i 60.000 obre gràfiques. Cobreix obres d'art des de la Baixa edat mitjana fins a l'època moderna, enfocat en l'alemany Vell i arts primitius flamencs dels segles xv i xvi, art italià del segle xv al xviii, art holandès del segle xvii, art francès del segle xix i art alemany del segle xviii al XX.
En la seva col·lecció hi ha obres dels Vells Mestres holandesos i alemanys com Frans Hals i Lucas Cranach el Vell, Romantics com Caspar David Friedrich, i representants de l'escola de pintura de Düsseldorf com Andreas Achenbach. La principal figura de la col·lecció d'escultura presenta l'obra Beethoven de Max Klinger. Per les obres de Max Klinger i Max Beckmann es dedica un pis separat.
En el camp d'Art Modern, el museu és principalment enfocat a l'Escola de Leipzig amb artistes com Werner Tübke, Bernhard Heisig i Wolfgang Mattheuer o estocs més grans d'artistes internacionals com Neo Rauch i Daniel Richter.

## Galeria

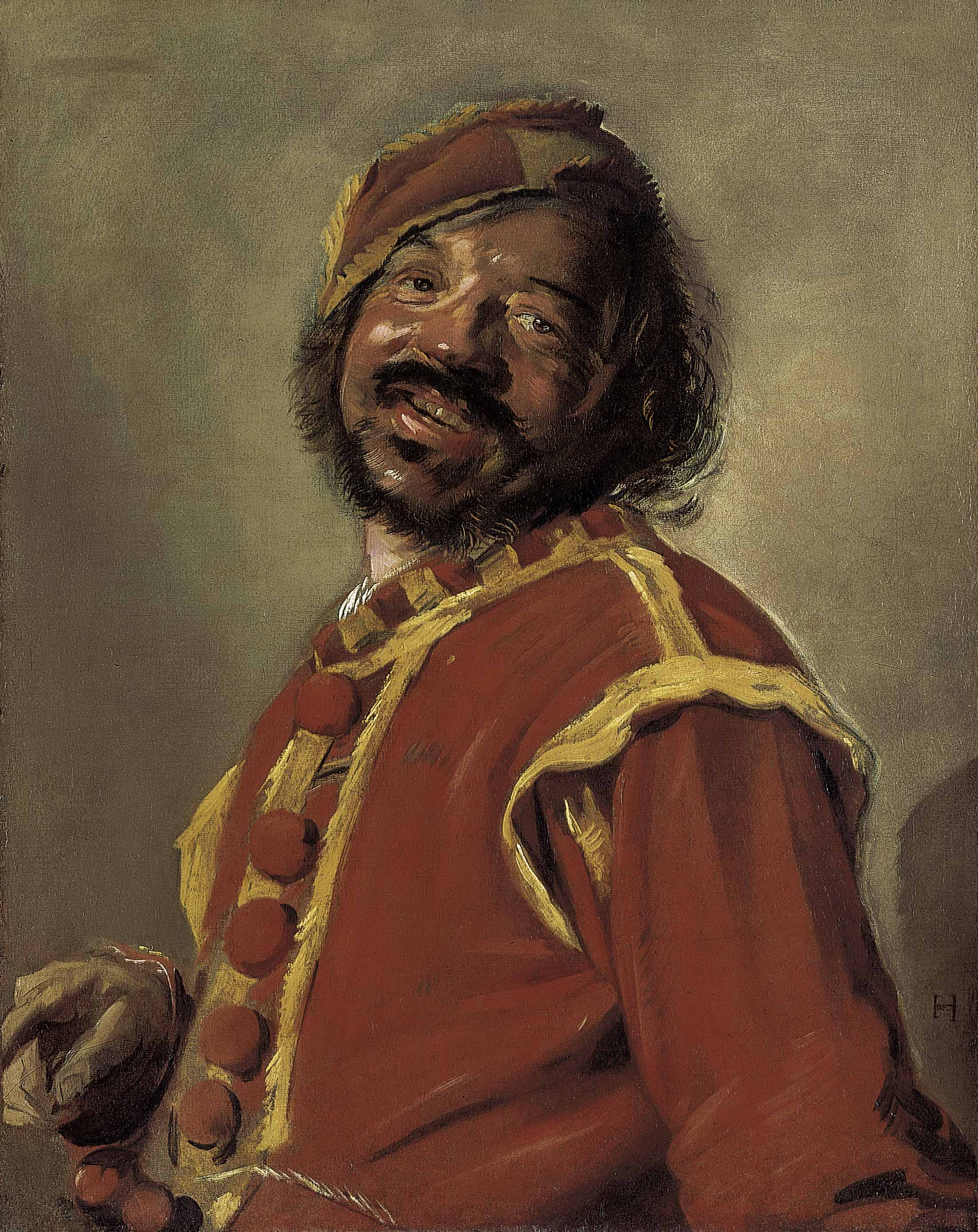
Frans Hals, El Mulatto, 1627
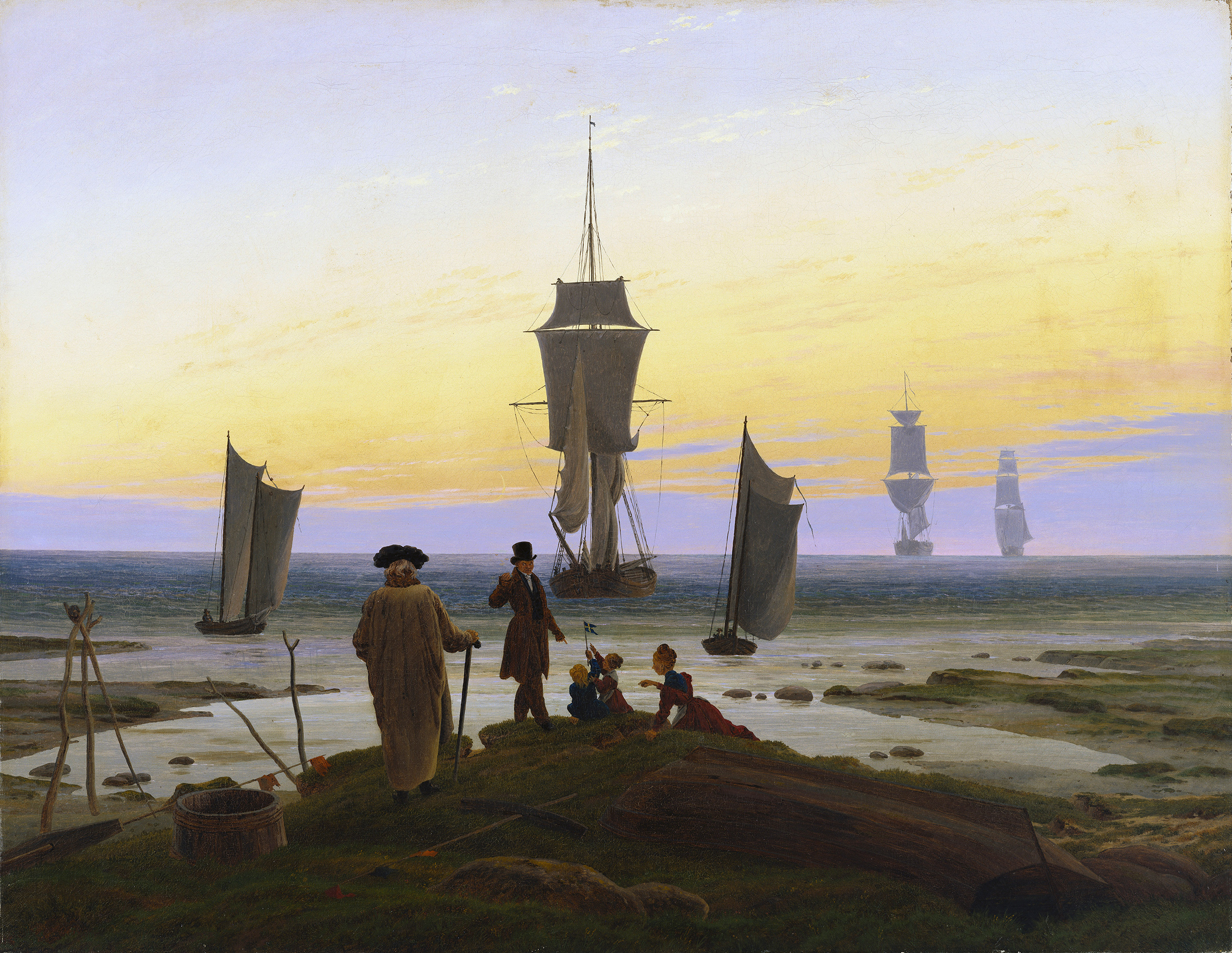
Caspar David Friedrich, Les edats de la vida, 1835
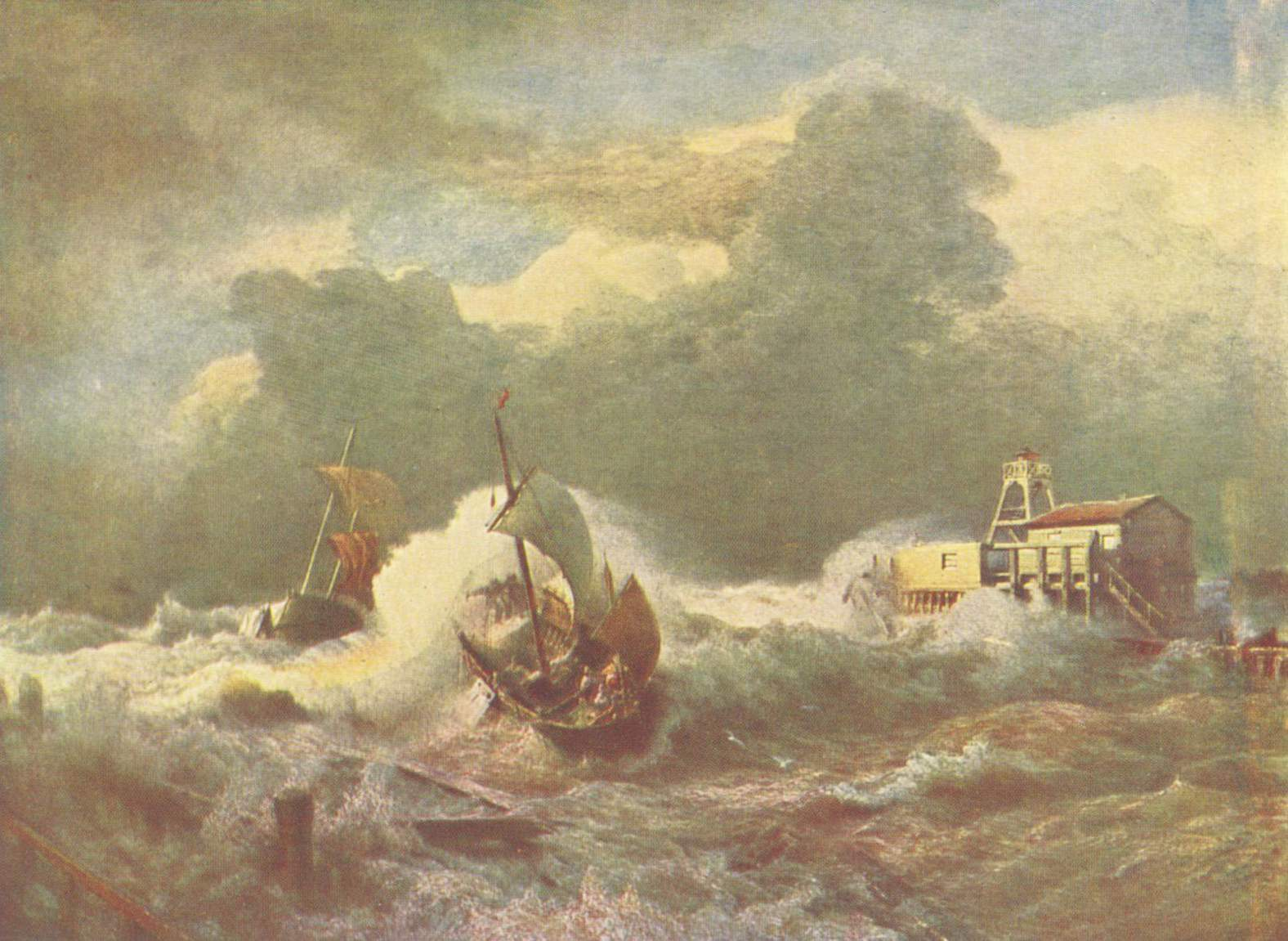
Andreas Achenbach, Far d'Oostende, 1887
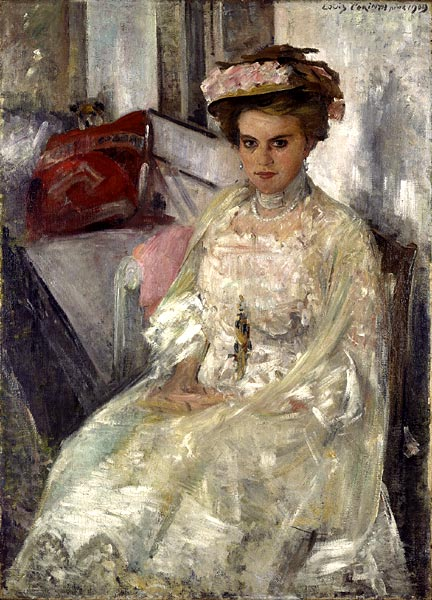
Corinth, Frau Douglas, 1909